# أمباسادور أم كي 3 زورق صواريخ
أمباسادور أم كي 3 أو سليمان عزت، هو زورق صواريخ سريع، أول وأحدث وأفضل كورفيت هجومي شبحي تمتلكه البحرية المصرية، ويرجع الاسم للقائد السابق للبحرية المصرية سليمان عزت ، ويعتبر الأفضل في العالم من نوعه ويمتلك تجهيزات الكترونية وتسليحية مقاربة للفرقاطات وتعتبر مصر أول دولة في الشرق الاوسط تمتلك كورفيت هجومي ذا تصميم شبحي من هذا النوع تم تصميمه وبناؤه بمواصفات خاصة بالبحرية المصرية من قبل شركة هالتر مارين الأمريكية وتم الاتفاق على بناء 4 قطع من هذا النوع مع امكانية لرفع العدد إلى 6 وتم تسليم 2 كورفيت في عام 2014 مع امكانية البدء في الخامس والسادس في 2015 في حال الاتفاق عليهم- بلغت تكلفة الاربعة 1.3 مليار دولار بواقع 325 مليون دولار للكورفيت الواحد شاملة لكافة التجهيزات والانظمة القتالية والالكترونية.

## أنظمة الاستشعار والالكترونيات والحرب الالكترونية
- نظام الجسر المدمج IBS Integrated Bridge System من شعبة Sperry Marine التابعة لشركة نورثروب غرومان الأمريكية وهو عبارة عن مجموعة من اجهزة الكومبيوتر المدمجة والمسؤولة عن دمج كافة البيانات والمعلومات الواردة من الرادارات وانظمة الاستشعار وانظمة إدارة المعارك والتحكم النيراني وكافة انظمة الملاحة بالسفينة واتاحة قدرة الدخول المركزي أو التحكم أو إصدار الاوامر من أي كمبيوتر متصل بالنظام مع ميزة عرض كافة البيانات والمعلومات الخاصة بالمهمة الحالية دون اشغال شاشات العرض بأية بيانات أخرى غير هامة أو ليست ذات صلة بالمهمة القائمة وبالتالي توفر تسهيل تام للملاحة والمتابعة والتحكم والقيادة واعطاء الاوامر من أي نظام كمبيوتر في السفينة من قبل المؤهل لذلك
- نظام إدارة معارك متكامل من شركة لوكهيد مارتن الأمريكية
- أنظمة اتصلات خارجية ومدمجة من شركة الأمريكية
- وصلات بيانات تكتيكية مؤمنة على عدة قنوات Link ASN 150 / LinkYE / Link 14 / Link 11 Data Links
- انظمة استقبال وملاحة ووصلة بيانات على الاقمار الصناعية GPS Navigation / Receiver / Datalink
- الرادار الألماني ثلاثي الابعاد TRS-3D الذي يعمل بنمط أيسا ذو مصفوفة المسح الإلكتروني النشط والمزود بأنظمة مقاومة التشويش الإلكتروني وهو مقدم من شركة أيدس الأوروبية العريقة لنظم الدفاع والفضاء وتقوم ببناؤه شركة رايثيون Raytheon الأمريكية ومن ابرز امكانيات الرادار قدرته على كشف الصواريخ الجوالة التي تعتمد على نمط الطيران بالملاصقة لسطح البحر على ارتفاع 3 – 4 متر حتى في وجود موجات بحرية عاتية وظروف جوية سيئة بجانب نظام تمييز العدو والصديق IFF ويبلغ مداه الكاشف 200 كلم وهو يعمل كرادار كشف بحري وجوي وكرادار تحكم نيراني أيضا[4][5]
- الرادار Scout المقدم من شركة طاليس الهولندية وهو رادار كشف ورصد يتميز بالرصد الصامت بمعنى انه لا يمكن كشفه ابدا من قبل اجهزة الإنذار المبكر حيث انه يستهلك طاقة مقدراها 1 واط فقط ويستطيع ان يتتبع 40 هدفا في وقت واحد ويبلغ مداه الراصد 50 كلم
- ملحوظة: عند تشغيل الرادار بطاقته القصوى لزيادة مداه الراصد تصبح عملية رصده من قبل الرادارات المعادية شديدة السهولة بسبب الطاقة العالية المنبعثة منه
- رادار تحكم نيراني وتهديف أمريكي من النوع L-3 Communications Brashear مزود بنظام مقاومة تشويش الكتروني وملحق به نظام كهروبصري Electro-Optical Sensor ونظام حراري سلبي لكشف وتحديد الاهداف بمدى 25 كلم ونظام تحديد مدى بالليزر يبلغ مداه 10 كلم
- نظام حرب إلكترونية ومساندة وتشويش الكتروني من النوع WBR-2000 من شركة Argon ST الأمريكية متخصص في الكشف والبحث واعتراض الاشارات والإنذار المبكر ويوفر تغطية 360 درجة للسفينة
- 4 قواذف للشراك الخداعية (رقائق معدنية وشعلات حرارية) المضادة للصواريخ الموجهة حراريا وراداريا من النوع Mk 32 chaff/IR
- نظام دفاعي كهروصوتي لاطلاق الضوضاء الخداعية لتضليل الطوربيدات من النوع AN/SLQ-25 Nixie Torpedo Decoy[6]

## التسليح
- قاذفان رباعيان لاطلاق صواريخ RGM-84/Harpoon Block II الجوالة المضادة للسفن يبلغ مداها 124 كلم بعدد 8 صواريخ من شركة بوينغ الأمريكية.
- وحدة دفاع جوي بالصواريخ ذات الهيكل الدوار RAM Rolling Airframe Missiles تحتوي على 21 قاذف صواريخ RIM-116 سطح/جو موجهة بالاشعة تحت الحمراء والردار السلبي وتتميز الصواريخ بقدرتها على الهجوم في كل الاتجاهات بعد اطلاقها والاختصاص في اصابة الصواريخ الموجهة المضادة للسفن في المقام الأول بجانب المروحيات والطائرات المقتربة ويبلغ مداها 9 كلم من شركة رايثيون الأمريكية[7]
- مدفع Otobreda 76 عيار 76 ملم الإيطالي من الفئة Super Rapid الذي يستطيع ان يطلق 120 طلقة/دقيقة حتى مسافة 30 كلم مع امكانية استخدام قذائف DART الموجهة المضادة للصواريخ الجوالة المضادة للسفن حتى مسافة 5 كلم وعلى ارتفاع 2 متر فوق سطح البحر
- نظام الدفاع الجوي القريب MK-15/Mod-21 Phalanx وهو عبارة عن مدفع فولكان سداسي المواسير عيار 20 ملم M61 Vulcan 6 Barelled Gatling Cannon مزود بطلقات خارقة متخصص في اسقاط الصواريخ المقتربة من السفينة ويبلغ مداه الفعال 3.6 كلم ومعدل الإطلاق حوالي 4500 طلقة/دقيقة ومزود برادار ونظام كهروبصري راصد من شركة رايثيون الأمريكية[8]
- رشاشين M-60 عيار 7.6 ملم مثبتين على سطح الزورق يبلغ مداهما 1.1 كلم ومعدل الإطلاق 500 – 650 طلقة/دقيقة[7]

## مواصفات الكورفيت
- التصميم: شبحي لتخفيض البصمة الحرارية والرادارية
- الإزاحة بأقصى حمولة: 500 طن
- الطول: 60.6 متر
- العرض: 10 متر
- الغاطس: 2 متر
- الدفع: ثلاث محركات ديزل ألمانية من الفئة MTU-8000 بقوة 30 الف حصان مقدمة من شركة ديترويت ديزل الأمريكية Detroit Diesel Corporation
- السرعة القصوى: 76 كلم/ساعة
- المدى: 3700 كلم على سرعة 28 كلم/ساعة
- البقائية: 8 أيام متواصلة
- الطاقم: 36 فرد[5]

## العروض
بعد المفاضلة بين 8 عروض من عدة شركات أمريكية بالإضافة لعرض روسي وقع الاختيار على شركة هالتر مارين الأمريكية وتم توقيع التعاقد بين الاطراف الاتية:
- وزارة الدفاع والانتاج الحربي المصرية
- القوات البحرية المصرية
- شركة هالتر مارين VT Halter Marine الأمريكية صاحبة العرض والمسؤولة عن عملية البناء في الاحواض الخاصة بها
- شركة بوينغ للنظم الدفاعية Boeing Integrated Defense Systems الأمريكية
- شركة طاليس للنظم الدفاعية فرع هولندا للنظم البحرية Thales Naval Netherlands
- شركة رايثيون للانظمة الدفاعية Raytheon Systems الأمريكية
- شركة لوكهيد مارتن الأمريكية Lockheed Martin
- شركة أل-3 لنظم الاتصالات L-3 Communications الأمريكية
- شركة آرجون Argon ST الأمريكية

## تاريخ الخدمة
هناك أربع زوارق من طراز أمباسادور م‌ك 3؛ الأول يحمل اسم سليمان عزت وقد استلمته مصر ودخل خدمة حرس السواحل المصرية، الثاني يحمل اسم فؤاد ذكري بدء بناؤه بالفعل. الثالث يحمل اسم محمود فهمي، والرابع يحمل اسم علي جاد - من المقرر أن يتم تسليمهما في ديسمبر 2013، لكن قد يؤجل الموعد إلى 2014.

### المدمرة سليمان عزت
في 7 أبريل 2010، تم إعداد حوض هالتر مارينز لبناء أول زورق صواريخ سريع، حراقة، طراز أمباسادور، يحمل الرقم 682، والذي أطلق عليه سليمان عزت. بدأ تصنيع سليمان عزت في 27 أكتوبر 2011 وتم تسليمه في مراسم أقيمت في 25 أكتوبر 2013، في حفل أقيم بقاعدة بنساكولا البحرية بفلوريدا. سليمان عزت هو أحد أبرز أعلام سلاح البحرية المصرية، ومؤسس الكلية الحربية.

### المدمرة فؤاد ذكري
الثاني، المدمرة فؤاد ذكري، بدأ بناؤها في 4 مارس 2012. سمي القارب نسبة إلى فؤاد ذكري، قائد القوات البحرية المصرية من 11 يونيو 1967 حتى 11 سبتمبر 1969، ونائب لوزير الدفاع من 12 فبراير حتى 24 أكتوبر 1972، ثم مستشار لوزير الدفاع، ومستشار لشؤون البحرية، ووزير النقل البحري، ثم رئيس مجلس إدارة شركة فامكو البحرية.

### المدمرة محمود فهمي
القارب الثالث أطلق عليه اسم محمود عبد الرحمن فهمي نسبة إلى قائد البحرية المصرية السابق، سيتكمل بنهاية 2013 أو بداية 2014.

### المدمرة علي جاد
سميت على اسم علي جاد قائد القوات البحرية السابق ورئيس مجلس إدارة الشركة العربية للملاحة البحرية (بان) التابعة لجامعة الدول العربية.